# دائرة تكوت
دائرة تكوت هي إحدى دوائر ولاية باتنة الجزائرية.